# Titularbistum Olimpus
Olimpus war eine antike Stadt in der römischen Provinz Bithynia et Pontus bzw. in der Spätantike Bithynia in Kleinasien (heute Türkei).
Olimpus (ital.: Olimpo) ist ein ehemaliges Bistum der römisch-katholischen Kirche und heute ein Titularbistum. Es gehörte der Kirchenprovinz Nikomedia an.
| Titularbischöfe von Olimpus |                          |                                                    |               |                  |
| Nr.                         | Name                     | Amt                                                | von           | bis              |
| 1                           | João Cosme da Cunha OCSA | Koadjutorbischof von Leiria (Portugal)             | 28. März 1746 | 8. April 1746    |
| 2                           | Leonardo Mellano OCD     | Apostolischer Vikar von Verapoly (Britisch-Indien) | 5. Juli 1868  | 15. Juni 1870    |
| 3                           | János Pauer              | Weihbischof in Székesfehérvár (Österreich-Ungarn)  | 6. Mai 1872   | 28. Februar 1879 |